# Musée d'histoire naturelle de la Maremme
Le Musée d'histoire naturelle de la Maremme (italien : Museo di storia naturale della Maremma) est un musée d'histoire naturelle situé dans le centre historique de la ville de Grosseto, en Toscane (Italie).
Le musée est installé depuis 2002 dans l'ancienne école maternelle « Vittorio Emanuele » (XIXe siècle) entre Piazza della Palma et Strada Corsini.
Le musée a été fondé en 1971 par le naturaliste Giuseppe Guerrini, président du Gruppo Speleologico Maremmano. Le nouvel aménagement du musée actuel a été inauguré le 14 novembre 2009, sous la direction d'Andrea Sforzi.